# Protocol INAP
INAP significa Intelligent Network Application Protocol o Intelligent Network Application Part. És el protocol de senyalització utilitzat en xarxes intel·ligents (IN). Forma part de la suite de protocols del sistema de senyalització núm. 7 (SS7), normalment en capes a la part superior de la part d'aplicació de capacitats de transacció (TCAP). També es pot denominar com a lògica per controlar els serveis de telecomunicacions migrats des de punts de commutació tradicionals a una plataforma independent de serveis basats en ordinador.

## Aplicacions
La Unió Internacional de Telecomunicacions (ITU) defineix diversos "nivells de capacitat" per a aquest protocol, començant pel conjunt de capacitats 1 (CS-1). Una aplicació típica per a l'IN és un servei de traducció de números. Per exemple, al Regne Unit, els números 0800 són números de telèfon gratuïts i es tradueixen a un número geogràfic mitjançant una plataforma IN. Les centrals telefòniques descodifiquen els números 0800 a un disparador IN i la central es connecta a l'IN.
La central telefònica utilitza Transaction Capabilities Application Part (TCAP), Signaling Connection and Control Part (SCCP) i INAP i, en termes IN, és un punt de commutació de servei (SSP). Envia un missatge de punt de detecció inicial (IDP) INAP al punt de control de servei (SCP). L'SCP retorna un missatge INAP Connect, que conté un número geogràfic al qual desviar la trucada.
Els missatges INAP es defineixen mitjançant la codificació ASN.1. SCCP s'utilitza per a l'encaminament. La forma estesa d'INAP és l'aplicació personalitzada per a la lògica millorada de xarxes mòbils (CAMEL). TCAP s'utilitza per separar les transaccions en unitats discretes.